# Thelveton
Thelveton eller Thelton är en by i civil parish Scole, i distriktet South Norfolk, i grevskapet Norfolk i England. Byn är belägen 5 km från Diss. Thelveton var en civil parish fram till 1935 när blev den en del av Scole. Civil parish hade 161 invånare år 1931. Byn nämndes i Domedagsboken (Domesday Book) år 1086, och kallades då Telve(n)tuna/Telvetaham.